# Johann Wilhelm von Hompesch zu Bolheim

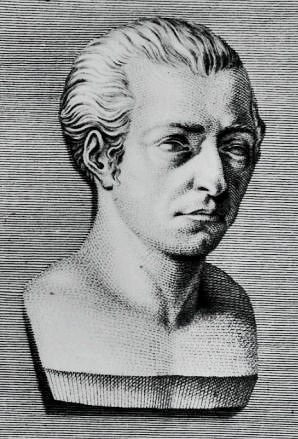
Johann Wilhelm von Hompesch zu Bollheim; Stich von Johann Carl Schleich (1759–1842), nach einer Büste von Joseph Kirchmayer (1772–1845)

Johann Wilhelm von Hompesch zu Bollheim (* 14. September 1761 auf Schloss Bollheim in Oberelvenich im Herzogtum Jülich; † 9. Dezember 1809 in München) war ein bayerischer Finanzminister.

## Leben
Johann Wilhelm von Hompesch zu Bollheim entstammte dem Hompesch-Adelsgeschlecht, er war der Sohn des Ehepaares Antoinette von Hacke (* 28. September 1736; † 1768; Tochter des Freiherrn Ludwig Anton von Hacke) und Franz Karl Joseph Anton von Hompesch zu Bollheim.
Für ihn war eine Karriere beim Klerus vorgesehen. 1772 und 1775 erhielt er Pfründe als Domherr der Domstifte Speyer und Eichstätt. Auch wurde er in das Ritterstift Odenheim aufgenommen.
Dann beschloss er, sich dem Staatsdienste zu widmen und betrieb entsprechende Studien.
1785 wurde er Assessor am Hofrat des Herzogs von Berg in Düsseldorf, 1786 Assessor am geheimen Rat des Herzogs von Berg.
1797 begleitete er die kurpfälzische Gesandtschaft für die Herzogtümer Jülich und Berg zum Rastatter Kongress.
1798 wurde er Mitglied im geheimen Rat des Herzogs von Berg und saß diesem vor.
Ab 1800 war er Referent für Kriegsangelegenheiten.
Im November 1802 wurde er als Generalbeauftragter nach Franken gesandt, um die Bayern zugefallenen Entschädigungslande in Besitz zu nehmen. In dieser Eigenschaft regierte er im linksrheinischen Teil des Herzogtum Berg, bis dieser im März 1806 an Frankreich abgetreten wurde.
Im März 1806 berief ihn Maximilian I. Joseph als Nachfolger des verstorbenen Johann Friedrich von Hertling zu seinem Finanzminister und
gab ihm den Titel eines Geheimen Staats- und Konferenzministers. Seit 1807 war er Ehrenmitglied der Bayerischen Akademie der Wissenschaften.
1809 besetzten österreichische Truppen Bayern, worauf Maximilian I. Joseph floh und Hompesch geschäftsführend die Regierung übernahm. In dieser Zeit erließ er eine Steuergesetzgebung, die keine Rücksicht auf Privilegien nahm, welche sich aus der „Ottonischen Handfeste“ vom 5. Juni 1311 ableiteten. Er entzog den Landständen das Steuerrecht. Hompesch wurde im Eingangsbereich von St. Michael in Berg am Laim beigesetzt.